# Джойс, Дик
Ричард Джон Джойс (англ. Richard John Joyce; род. 1 мая 1946, Веллингтон) — новозеландский гребец, выступавший за сборную Новой Зеландии по академической гребле в конце 1960-х — начале 1970-х годов. Чемпион летних Олимпийских игр 1968 года в Мехико и 1972 года в Мюнхене, обладатель бронзовой медали чемпионата мира, чемпион Европы, победитель и призёр многих регат национального значения.

## Биография
Дик Джойс родился 1 мая 1946 года в Веллингтоне, Новая Зеландия.
В детстве занимался плаванием, в академическую греблю перешёл лишь в возрасте 18 лет. Проходил подготовку в Веллингтоне в столичном одноимённом клубе Wellington Rowing Club. Окончил Университет Кентербери, получив степень в области механической инженерии.
Первого серьёзного успеха на взрослом международном уровне добился в сезоне 1968 года, когда вошёл в основной состав новозеландской национальной сборной и благодаря череде удачных выступлений удостоился права защищать честь страны на летних Олимпийских играх в Мехико. В программе распашных рулевых четвёрок показал наилучший результат среди всех экипажей и тем самым завоевал золотую олимпийскую медаль.
В 1970 году побывал на чемпионате мира в Сент-Катаринсе, откуда привёз награду бронзового достоинства, выигранную в восьмёрках.
В 1971 году в восьмёрках одержал победу на чемпионате Европы в Копенгагене.
Находясь в числе лидеров гребной команды Новой Зеландии, благополучно прошёл отбор на Олимпийские игры 1972 года в Мюнхене. Здесь стартовал в восьмёрках, обошёл всех своих соперников в финале, добавив в послужной список ещё одно олимпийское золото.
Впоследствии работал по своей основной специальности, сделал достаточно успешную карьеру инженера, в частности являлся сотрудником департамента New Zealand Railways, а в 1986 году основал свою собственную компанию Dick Joyce Consultants.
Проявил себя на тренерском поприще, избирался президентом Wellington Rowing Club.
За выдающиеся спортивные достижения в 1990 году был введён в Зал славы спорта Новой Зеландии.